# グランヴィル伯爵
グランヴィル伯爵（英語: Earl Granville）は、イギリスの伯爵位。過去に2回創設されており、現存する2期目はグランヴィル・ルーソン＝ゴアが1833年に連合王国貴族として叙されたことに始まる。

## 歴史

### カートレット家

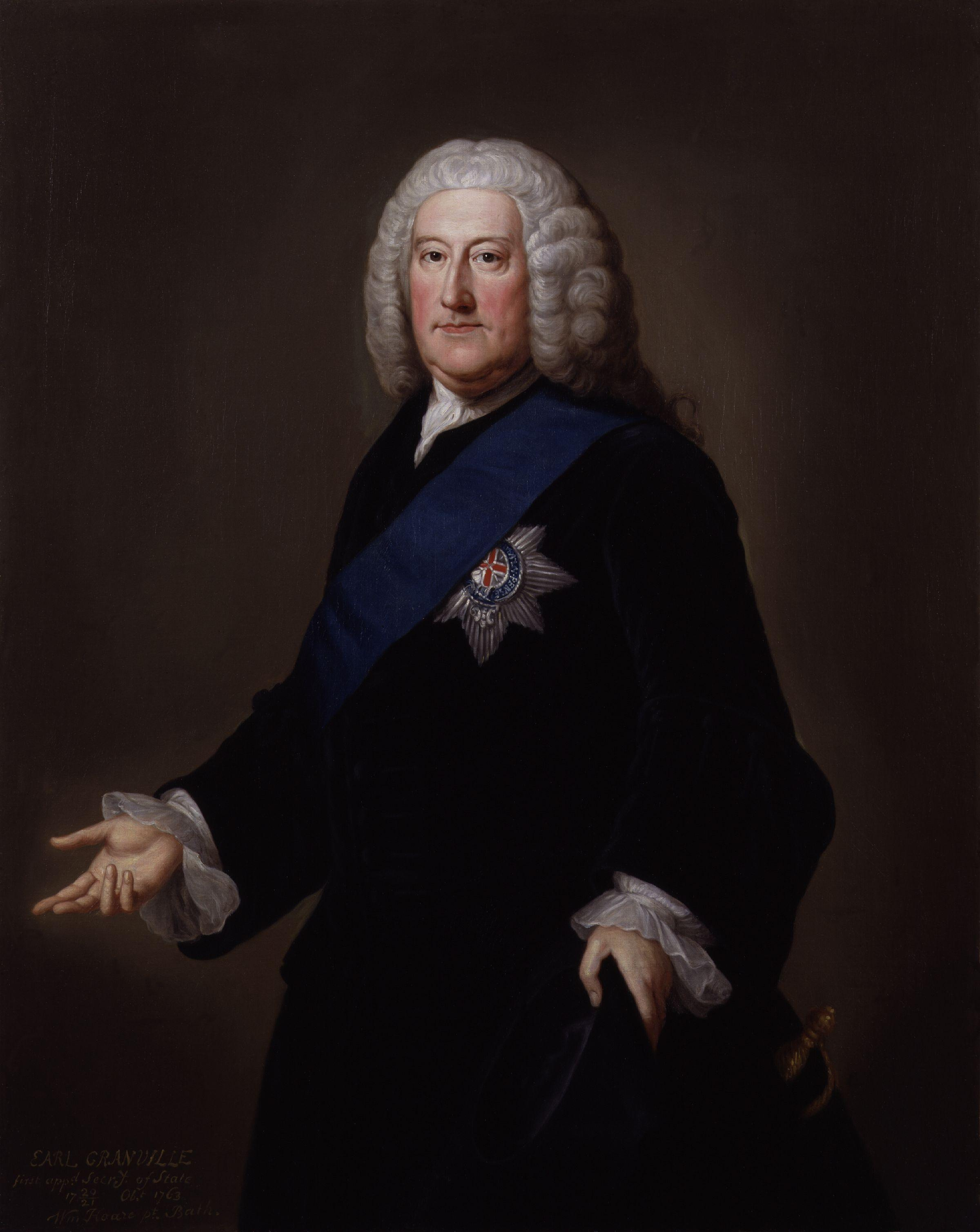
ホイッグ党の重鎮政治家の第2代グランヴィル伯爵・第2代カートレット男爵ジョン・カートレット

清教徒革命中、王党派として行動したジャージー島の政治家ジョージ・カートレット(1610頃–1680)は、1645年5月9日にイングランド準男爵位の"ジャージー島におけるMeteschesの"準男爵（Baronet "of Metesches, in Jersey"）に叙せられた。王政復古後、彼は初代クラレンドン伯爵エドワード・ハイドが主導する復古王政政府で海軍主計官を務めたり、王弟ヨーク公ジェームズ（ジェームズ2世）からニュージャージー植民地を譲り受けて同地の領主になり、ニュージャージーという名前の名付け親になるなどした。
初代準男爵の死後にはその同名の孫であるジョージ・カートレット(1669–1695)が第2代準男爵を継承した。さらにその翌年の1681年10月19日にはイングランド貴族爵位ベッドフォード州のハウネスのカートレット男爵(Baron Carteret of Hawnes,  in the County of Bedford)に叙せられた。またカートレット家のニュージャージーの権利は彼の代にウィリアム・ペンらクエーカーたちに売却して処分している。
その息子である第2代カートレット男爵ジョン・カートレット(1690–1763)は、ホイッグ党の主要政治家の一人として政界で活躍し、首相ロバート・ウォルポールと政権内で反目し合い、ウォルポール内閣が倒閣された後に成立した初代ウィルミントン伯爵スペンサー・コンプトンの内閣を実質的に主導したが、その次のペラム内閣下で議会の批判を受けて失脚した。彼の母グレイス・カートレット(1654–1744)は、1715年1月1日に実家バース伯爵グランヴィル家の家名に由来するグランヴィル女伯爵(Countess Granville)、および結婚後の家名に由来するカートレット女子爵(Viscountess Carteret)に叙されており（いずれもグレートブリテン貴族爵位）、1744年10月18日に彼女が死去するとこれらの爵位もジョン・カートレットが継承したため、以降カートレット男爵位はグランヴィル伯爵位の従属爵位となった
その息子である3代グランヴィル伯ロバート・カートレット(1721–1776)には子供がなく、彼の死とともにグランヴィル伯位以下全保有爵位が消滅した。

### ルーソン＝ゴア家

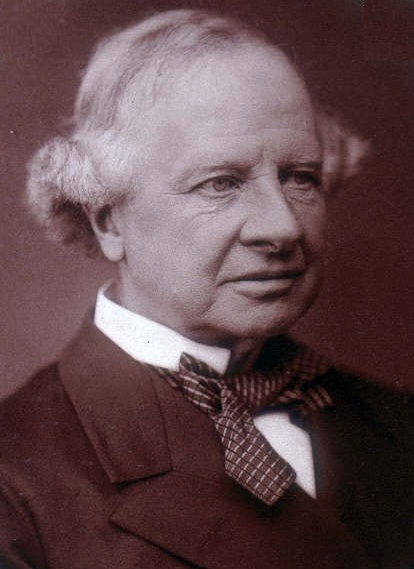
外務大臣を務めた第2代グランヴィル伯爵グランヴィル・ジョージ・ルーソン＝ゴア

初代スタッフォード侯爵グランヴィル・ルーソン＝ゴアの末子で外交官のグランヴィル・ルーソン＝ゴア(1773–1846)は、1814年8月12日に連合王国貴族爵位スタッフォード州のストーンパークのグランヴィル子爵(Viscount Granville, of Stone Park in the County of Stafford)に叙せられた。さらに1833年5月10日にはグランヴィル伯爵とスタッフォード州のストーンのルーソン男爵(Baron Leveson, of Stone in the County of Stafford)に叙せられた。これが現存する2期目のグランヴィル伯爵位である。
第1期の初代グランヴィル女伯爵グレイス・カートレットの父である初代バース伯爵ジョン・グランヴィルの娘の一人ジェーン(1653–1696)は4代準男爵サー・ウィリアム・ルーソン＝ゴア(1647頃–1691)に嫁いでおり、2期目のグランヴィル伯爵に叙されたグランヴィル・ルーソン＝ゴアはその子孫にあたるという関係だった。
初代伯の死後、その息子のグランヴィル・ジョージ・ルーソン＝ゴア(1815–1891)が2代伯を継承した。彼は自由党の政治家として外務大臣などの閣僚職を歴任した。
その息子である3代伯グランヴィル・ジョージ・ルーソン＝ゴア(1872–1939)は、外交官として欧州各国の大使を歴任した。
3代伯には男子がなかったため、彼の死後は弟のウィリアム・スペンサー・ルーソン＝ゴア(1880–1953)が4代伯を継承した。彼は海軍中将(Vice-Admiral)まで昇進した王立海軍の軍人であり、晩年には北アイルランド総督やマン島総督も務めた。4代伯の夫人ローズは、ジョージ6世后のエリザベスの実姉である。
4代伯の死後はその息子ジョージ・ジェイムズ・ルーソン＝ゴア(1918–1996)が5代伯を継承し、5代伯の死後はその息子グランヴィル・ジョージ・ファーガス・ルーソン・ゴア(1959-)が6代伯を継承した。2017年現在の当主も彼である。
伯爵家のモットーは、『私を粉砕することはできても、私の意思を曲げることはできない（Frangas Non Flectes）』。

## 現当主の保有爵位
現在の当主ファーガス・ルーソン・ゴアは以下の爵位を保有している。
- 第6代グランヴィル伯爵 (6th Earl Granville)
(1833年5月10日の勅許状による連合王国貴族爵位)
- スタッフォード州のストーンパークの第6代グランヴィル子爵 (6th Viscount Granville, of Stone Park in the County of Stafford)
(1815年8月12日の勅許状による連合王国貴族爵位)
- スタッフォード州のストーンの第6代ルーソン男爵 (6th Baron Leveson, of Stone in the County of Stafford)
(1833年5月10日の勅許状による連合王国貴族爵位。法定推定相続人の儀礼称号)

## 当主一覧

### Meteschesの準男爵 (1645年)
- 初代準男爵サー・ジョージ・カートレット（英語版） (1610頃–1680)
- 2代準男爵サー・ジョージ・カートレット (1669–1695) (1681年にカートレット男爵)

### カートレット男爵 (1681年)
- 初代カートレット男爵ジョージ・カートレット (1669–1695)
- 2代カートレット男爵ジョン・カートレット (1690–1763) (1744年に母からグランヴィル伯爵を継承)

### グランヴィル伯 第1期 (1715年)
- 初代グランヴィル女伯グレイス・カートレット (1654–1744)
- 2代グランヴィル伯ジョン・カートレット (1690–1763)
- 3代グランヴィル伯ロバート・カートレット (1721–1776)

### グランヴィル伯 第2期 (1833年)
- 初代グランヴィル伯グランヴィル・ルーソン＝ゴア (1773–1846)
- 2代グランヴィル伯グランヴィル・ジョージ・ルーソン＝ゴア (1815–1891)
- 3代グランヴィル伯グランヴィル・ジョージ・ルーソン＝ゴア（英語版） (1872–1939)
- 4代グランヴィル伯ウィリアム・スペンサー・ルーソン＝ゴア（英語版） (1880–1953)
- 5代グランヴィル伯ジョージ・ジェイムズ・ルーソン＝ゴア (1918–1996)
- 6代グランヴィル伯グランヴィル・ジョージ・ファーガス・ルーソン・ゴア (1959-)
  - 法定推定相続人は、現当主の息子のルーソン男爵（儀礼称号）グランヴィル・ジョージ・ジェイムズ・ルーソン＝ゴア (1999-)